# Commissaire aux apports
Un commissaire aux apports, est un professionnel de la comptabilité extérieur aux entreprises.
En France, il est choisi parmi la liste des commissaires aux comptes ou des experts judiciaires auprès de la Cour d'appel et est responsable de la confirmation de la valeur des apports en nature proposée par les dirigeants lors de la constitution d'une entreprise ou d'une augmentation de capital. Il travaille de façon indépendante.
Si les associés ne retiennent pas l’évaluation établie par le commissaire aux apports, lors de la constitution de la société ou de l’augmentation de capital, ils sont solidairement responsables pendant cinq ans, à l'égard des tiers, de la valeur attribuée aux apports.

## Tâches du commissaire aux apports
La tâche principale d'un commissaire aux apports est d'évaluer la valeur des apports en nature aux sociétés commerciales, ainsi que les différents avantages spéciaux éventuellement octroyés.
Un commissaire aux apports est désigné dans les cas suivantes :
- Constitution de entreprises par actions et de sociétés à responsabilité limitée (SARL) en cas d'apports en nature comme en cas de stipulation d'avantages particuliers par exemple.
- Lorsqu'une société à responsabilité limitée (SARL) augmente son capital en totalité, ou en partie, par des apports en nature.
- Fusions ou scissions d'entreprises par actions et de sociétés à responsabilité limitée, et apports en nature à certains des actifs de ces sociétés.

En plus, le commissaire aux apports permet de contrôler que l’apport n’est pas surévalué et il permet également d’éviter aux parties prenantes de l’opération un risque pénal (actif fictif) et civil (dommage causé par une surévaluation des apports), mais aussi le cas échéant de défendre les associés actuels (en cas d’augmentation de capital).